# Nefertum
 Der er for få eller ingen kildehenvisninger i denne artikel, hvilket er et problem. Du kan hjælpe ved at angive troværdige kilder til de påstande, som fremføres i artiklen.

| nfr | t · U15 |

Nefertum (også stavet Nefertem) er en egyptisk solgud, der er søn af Ptah og Sekhmet, var lotussernes og velduftens gud i egyptisk mytologi.
Nefertum bliver ofte fremstillet med en lotus og to fjer på hovedet eller som en mand med løvehovede. Navnet betyder unge Atum eller smukke Atum, og han bliver da også betragtet som en ung udgave af Atum af Iunu. Han indgik desuden i den memphitiske triade som søn af Ptah og Sekhmet